# Церква святого апостола Івана Богослова (Озерянка)
Церква святого апостола Івана Богослова в Озерянці — парафія і храм греко-католицької громади Озернянського деканату Тернопільсько-Зборівської архієпархії Української греко-католицької церкви в селі Озерянка Тернопільського району Тернопільської области.

## Історія церкви
Парафія була заснована у 1905 році, а 12 грудня 2005 року її відновили. Храм збудували у 1907 році.
З 1907 року до Другої світової війни це був римо-католицький костел. Після війни тут був магазин, а пізніше — колгоспний склад. З 2008 року будівля діє як храм УГКЦ. Його освятив 27 грудня 2008 року владика Василій Семенюк.
Парафія належала до УГКЦ до 1946 року. З 1946 до 1990 року вона була в юрисдикції РПЦ, з 1990 до 2005 року — УАПЦ, а з 2005 року — знову в лоні УГКЦ.
Єпископські візитації парафії здійснили: у 1905 році — митрополит Андрей Шептицький, а у 2008 році — владика Василій Семенюк.
У храмі є плита зі святими мощами, яку колись закладали в престол костелу. У радянські часи її переховувала жителька села Заруддя.
При парафії діють: Марійська і Вівтарна дружини, а також спільнота «Матері в молитві».

## Парохи
- о. Петро Чумак (1905—1919),
- о. Олександр Задорожний (1919—1939),
- о. Осип Галиш (1939—1944),
- о. Михайло Гуменний (з 27 грудня 2008).